# Folco Terzani
Folco Terzani (New York, 23 agosto 1969) è un regista, scrittore e sceneggiatore italiano.

## Biografia
Figlio del giornalista e scrittore Tiziano Terzani e di Angela Staude, vive l'infanzia nei paesi in cui il padre è inviato: Singapore, Hong Kong, Pechino, Tokyo, Bangkok e Nuova Delhi.
Frequenta le scuole in Cina, per poi laurearsi in lettere moderne a Cambridge, e successivamente si iscrive alla New York University Film School. Dopo l'esperienza di un anno alla casa dei morenti di Madre Teresa di Calcutta, nel 1997 ha girato un mediometraggio documentario, Il primo amore di Madre Teresa. Affascinato dall'Asia ha anche girato un film sui Sadhu dell'Himalaya. 
Nel 2006 ha curato il libro del padre La fine è il mio inizio. Nel 2010 ha sceneggiato un film basato su quest'opera.
Nel 2011 ha scritto un libro, A piedi nudi sulla terra. Nel 2017 ha pubblicato per Longanesi Il cane il lupo e dio.